# Un passé trouble

Un passé trouble (Unter Mordverdacht - Ich kämpfe um uns) est un téléfilm allemand, réalisé par Jorgo Papavassiliou, et diffusé en 2007.

## Fiche technique
- Titre allemand : Unter Mordverdacht - Ich kämpfe um uns
- Réalisation : Jorgo Papavassiliou
- Scénario : Timo Berndt
- Photographie : Yvonne Tratz
- Musique : Kay Skerra et Andreas Koslik
- Durée : 90 min

## Distribution
- Bettina Zimmermann : Katharina Lehmann
- Kai Wiesinger : Michael Lehmann
- Elmar Wepper : Wolters
- Bela Banganz : Robbi
- Marco Kröger : Frank Sielag
- Hannah Schröder : Frauke Sielag
- Christina Große : commissaire